# Eburodacrys pinima
Eburodacrys pinima es una especie de escarabajo longicornio del género Eburodacrys, tribu Eburiini, subfamilia Cerambycinae. Fue descrita científicamente por Martins en 2000.

## Descripción
Mide 15,4 milímetros de longitud.

## Distribución
Se distribuye por Brasil.